# Tritheledontidae
Tritheledontidae — вимерла родина цинодонтів малого та середнього розміру (приблизно 10–20 см). Вони були дуже схожими на ссавців, спеціалізованими цинодонтами, хоча все ще зберігали деякі анатомічні риси, схожі на рептилій. Трителедонтиди були в основному м'ясоїдними або комахоїдними, хоча деякі види, можливо, стали всеїдними. Їх скелети показують, що вони були близькі до ссавців. Трителедонтиди або їхні найближчі родичі, можливо, дали маммалоформам. Трителедонтиди були однією з найдовше живучих ліній терапсидів, які не були ссавцями, і жили з пізнього тріасу до юрського періоду. Трителедонтиди вимерли в юрський період, можливо, через конкуренцію з доісторичними ссавцями, такими як евтриконодонти. Вони відомі завдяки знахідкам у Південній Америці та Південній Африці, що вказує на те, що вони, можливо, жили лише на суперконтиненті Гондвана. Родина Tritheledontidae була названа південноафриканським палеонтологом Робертом Брумом у 1912 році. Родина часто неправильно пишеться як "Trithelodontidae".
Цілком можливо, що трителедонтиди мали вібриси, згідно з документальним фільмом PBS «Ваша внутрішня риба». Можливо, що розвиток сенсорної системи вусів відіграв важливу роль у розвитку ссавців у цілому.

## Роди
- Chaliminia
- Diarthrognathus
- Elliotherium
- Irajatherium
- Pachygenelus
- Riograndia
- Tritheledon